# 백점택
백점택(白占澤)은 조선시대의 판소리 명창이다. 충청남도 연기에서 태어났으며, 중고제 판소리를 잘하였다. 춘향가를 잘하였고 그의 장기는 《춘향가》 중에서 박석틔와 어사 상봉 부분이다. 